# Stanisław Brzózka
Stanisław Brzózka (ur. 28 kwietnia 1952 w Parczówku) – polski polityk, socjolog, poseł na Sejm III kadencji.

## Życiorys
Ukończył w 1976 studia na Wydziale Ekonomiczno-Socjologicznym Uniwersytetu Łódzkiego. Pełnił funkcję posła na Sejm III kadencji z ramienia Polskiego Stronnictwa Ludowego, wybranego w okręgu radomskim. W 2001 bezskutecznie ubiegał się o reelekcję, następnie objął stanowisko dyrektora klubu parlamentarnego PSL, pozostawał na nim w trakcie kilku kolejnych kadencji parlamentu. W 2005, 2007, 2011 i 2015 ponownie kandydował w kolejnych wyborach parlamentarnych.